# Ghada Mehat
Ghada Mehat (en arabe : غادة ماحات) née le 1er mai 1995 à Sétif, est une arbitre internationale de football algérienne. Elle est la première femme à arbitrer un match professionnel masculin en coupe d'Algérie et la deuxième femme algérienne à obtenir le badge d’arbitre internationale.

## Biographie
Intéressée très jeune par l'arbitrage, elle est également détentrice d'un Master 2 en Sciences et techniques des activités physiques et sportives, obtenu à l'université Abdelhamid Mehri de Constantine. Elle est actuellement enseignante de sport au sein d'une école privée. Elle a été brièvement une footballeuse de la JF Khroub.
Elle est la deuxième femme algérienne à obtenir le badge d’arbitre internationale au début de l'année 2022.
Elle devient la première femme à arbitrer un match professionnel masculin en coupe d'Algérie (en quart de finale de l'édition 2023-2024),.